# شاطئ الذكريات (فلم)
شاطئ الذكريات هو فيلم مصري من إنتاج عام 1955، ومن إخراج عز الدين ذو الفقار. وهو مأخوذ عن قصة فاني (Fanny) لمارسيل بانيول.

## قصة الفيلم
يحتضر ريس المراكب حسين، دعا إلى فراش الموت ربيبه ليوصيه خيرا بابنه الحقيقى وليخبره بأنه كانت يتمنى لو أنه أبنه الحقيقى .. بينما كان ابنه يعبث مع إحدى الراقصات، يقطعا عهدا باقتسام كل الأرباح بالتساوى ويستمران بنجاح فيه بعد موته .. ويموت الأب، ويشرع الأول في العمل وحده، بينما يواصل الابن العابث لهوه في الوقت الذي كان مرتبطا بخطبة ابنة ريس المركب، وقد أدت العلاقة بينهما إلى اعتداءه عليها ثم فراره من البلد، يعرف الأخ الأكبر من الفتاة وهي تبكى ان اعتدائه وقع عليها وان المعتدى قد هجرها وفر هاربا. يذهب الأخ إلى أخيه لينصحه بالزواج ممن اعتدى عليها فيرفض ويصر على رفضه ويعود الأخ الأكبر إلى البلد، فيتزوج من الفتاة، ويظل بمعزل عن زوجته داخل البيت، ويتظاهر أمام الناس بأنه زوج سعيد وتضع مولودها وظل مقيما على حزنه الدفين حتى ظهر الأخ المعتدى في الأفق، بعد سبع سنوات، تعرف كم هو يحبها في صمت بليغ، فتقدره وتبادله الحب، ويبدأ الزوجان حياتهما الحقيقية، وفجأة يعترض طريقهما المعتدى .. حاول المعتدى أن ينغص حياة الزوجين، فهو يصب كلمات الغزل البراقة الخادعة، ولم ييأس المعتدى، فيستمر في محاولاته، إذ يخطف ابنه الصغير من مركب الصيد المملوكة لأخيه، وكان الزوج قد أخذه معه للصيد لأول مرة .. يعود الزوج حزينا، الذي ظن أن الموج قد ابتعله، وما تلبث الحقيقة أن تتضح، لقد عرف أن المعتدى اختطف ابنه، يوقع بين المرأة وزوجها، ينجح في مؤامرته، تأتى النهاية بصراع ينشب بين المعتدى والزوج، ينتهى بأن تقتل الراقصة المعتدى ويعود الوئام إلى الزوجين .

## بطولة
- شادية
- عماد حمدي
- شكري سرحان
- عبد الوارث عسر
- السيد بدير
- توفيق الدقن
- أحمد الحداد
- رجاء يوسف
- زكي إبراهيم
- محسن حسنين
- عبد المنعم إسماعيل
- إبراهيم حشمت
- جمالات زايد
- عبد المنعم بسيوني

## فريق العمل
- إخراج: عز الدين ذو الفقار
- قصة: عز الدين ذو الفقار
- سيناريو وحوار: السيد بدير
- إنتاج: أفلام شادية وعماد حمدي
- توزيع: دولار فيلم
- مونتاج: محمد عباس
- موسيقى تصويرية: أندريا رايدر
- مدير التصوير: محمود نصر

## وصلات خارجية
- مقالات تستعمل روابط فنية بلا صلة مع ويكي بيانات

- صفحة الفيلم في قاعدة بيانات الأفلام العربية